# Sanjō (cesarz)
Sanjō (jap. 三条天皇 Sanjō tennō; ur. w 976, zm. w 1017) – 67. cesarz Japonii, według tradycyjnego porządku dziedziczenia.
Sanjō panował w latach 1011–1016.
Mauzoleum cesarza Sanjō znajduje się w Kioto. Nazywa się Kitayama no misasagi.